# 刘晓鑫
刘晓鑫（1997年7月24日—），中国女子赛艇运动员，2021年夏季世界大学生运动会女子四人单桨无舵手金牌得主、2022年亚洲运动会女子四人单桨无舵手金牌得主。